# (1565) Lemaître
(1565) Lemaître ist ein Asteroid des Hauptgürtels, der am 25. November 1948 vom belgischen Astronomen Sylvain Julien Victor Arend in Ukkel entdeckt wurde. 
Der Asteroid wurde nach dem belgischen Astronomen und geistigen Vater der Urknalltheorie Georges Lemaître benannt.